# جيمس فولكنير
جيمس فولكنير (29 أبريل 1990 في أستراليا - ) (بالإنجليزية: James Faulkner)‏ هو لاعب كريكت أسترالي. شارك مع منتخب أستراليا الوطني للكريكت. أما مع النوادي، فقد لعب مع فريق تسمانيا للكريكت وراجستان رويالز ونادي مقاطعة لانكشر للكريكت ‏ وPune Warriors India ‏ وبنجاب كينغز وHobart Hurricanes ‏ وميلبورن ستارز ‏.

## وصلات خارجية
- جيمس فولكنير على موقع إي آس بي آن كريك إنفو (الإنجليزية)